# Česká tisková kancelář
Česká tisková kancelář – państwowa agencja informacyjna funkcjonująca w Czechach. Została założona 28 października 1918 roku; od 20 listopada 1992 roku formalnie nosi obecną nazwę. 